# Sophrosyne robertsoni
Sophrosyne robertsoni är en kräftdjursart som beskrevs av Stebbing och D. Robertson 1891. Sophrosyne robertsoni ingår i släktet Sophrosyne och familjen Uristidae. Inga underarter finns listade i Catalogue of Life.